# Kila landskommun, Västmanland
Kila landskommun var en tidigare kommun i Västmanlands län.

## Administrativ historik
Den inrättades i Kila socken i Övertjurbo härad när 1862 års kommunalförordningar trädde i kraft den 1 januari 1863 och upphörde vid kommunreformen 1952, då den gick upp i Tärna landskommun.
Området tillhör sedan 1971 Sala kommun.

## Politik

### Mandatfördelning i valen 1938-1946
| 5 | 12 | 3 |

| 20 |

| 5 | 13 | 2 |

| 20 |

| 5 | 13 | 2 |

| 19 |